# 요안니스 프랑구디스

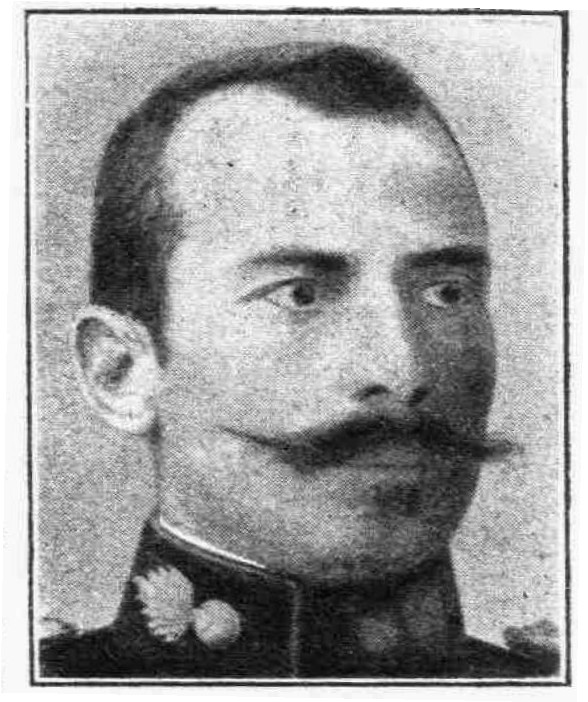

요니스 프랑구디스(그리스어: Ιωάννης Φραγκούδης)는 키프로스의 레메소스에서 태어난 그리스의 사격 선수이다. 그는 아테네에서 열린 1896년 하계 올림픽에 참가했다.
프랑구디스는 사격 분과위원회의 비서관으로서 사격 종목에 딸려있는 5개의 세부종목 중 4개의 종목에 참가했다.
그는 자유소총 종목에 가장 먼저 출전했다. 첫 1차사격(총 열발) 때는 1위를 차지했지만 컨디션 난조로 인하여 2차와 4차 사격 때는 1차와 3차 사격 때의 점수를 한참 밑도는 점수를 기록했다. 프랑구디스는 1312점을 쏴서 1583점을 쏜 팀동료 요르요스 오르파니디스에게 1위를 내주었다. 3위를 한 비고 옌센은 프랑구디스와 불과 7점 차였다.
속사권총 종목에서는 요르요스 오르파니디스를 95점차로 꺾고 출전선수 4명 중 1위를 차지했다. 자유권총 종목에서는 섬너 페인(군사권총 은메달리스트)과 올게르 닐센(속사권총 동메달리스트)에게 밀려서 3위를 차지했다.
프랑구디스는 군사권총 종목에도 출전했으나 4위에 머물렀다.